# Noctua comes
Pour les articles homonymes, voir Hulotte.
Espèce
Synonymes
- Paranoctua comes (Hübner, 1813)[1]

Noctua comes, la Hulotte ou la Triphène hulotte, est une espèce d'insectes lépidoptères (papillons) de la famille des Noctuidae.

## Dénomination
Noctua comes a été nommé par Hübner en 1813.

## Description
Le papillon mesure 39 à 46 mm d'envergure ; les ailes antérieures sont grises à brun très foncé. L'aile postérieure, de couleur jaune orangé avec une bande noire parallèle au bord externe, présente une tache noire sur la nervure transversale.
La chenille ressemble à celle de Noctua pronuba, elle est de couleur gris-vert à rougeâtre et munie de plusieurs paires de taches dorsales triangulaires de couleur brun foncé, plus marquées vers l'extrémité postérieure. Très friande de nombreuses plantes cultivées, elle peut être observée dès le mois de mars, dévorant les premières tulipes.
Le papillon vole du mois de juin au mois d'octobre.

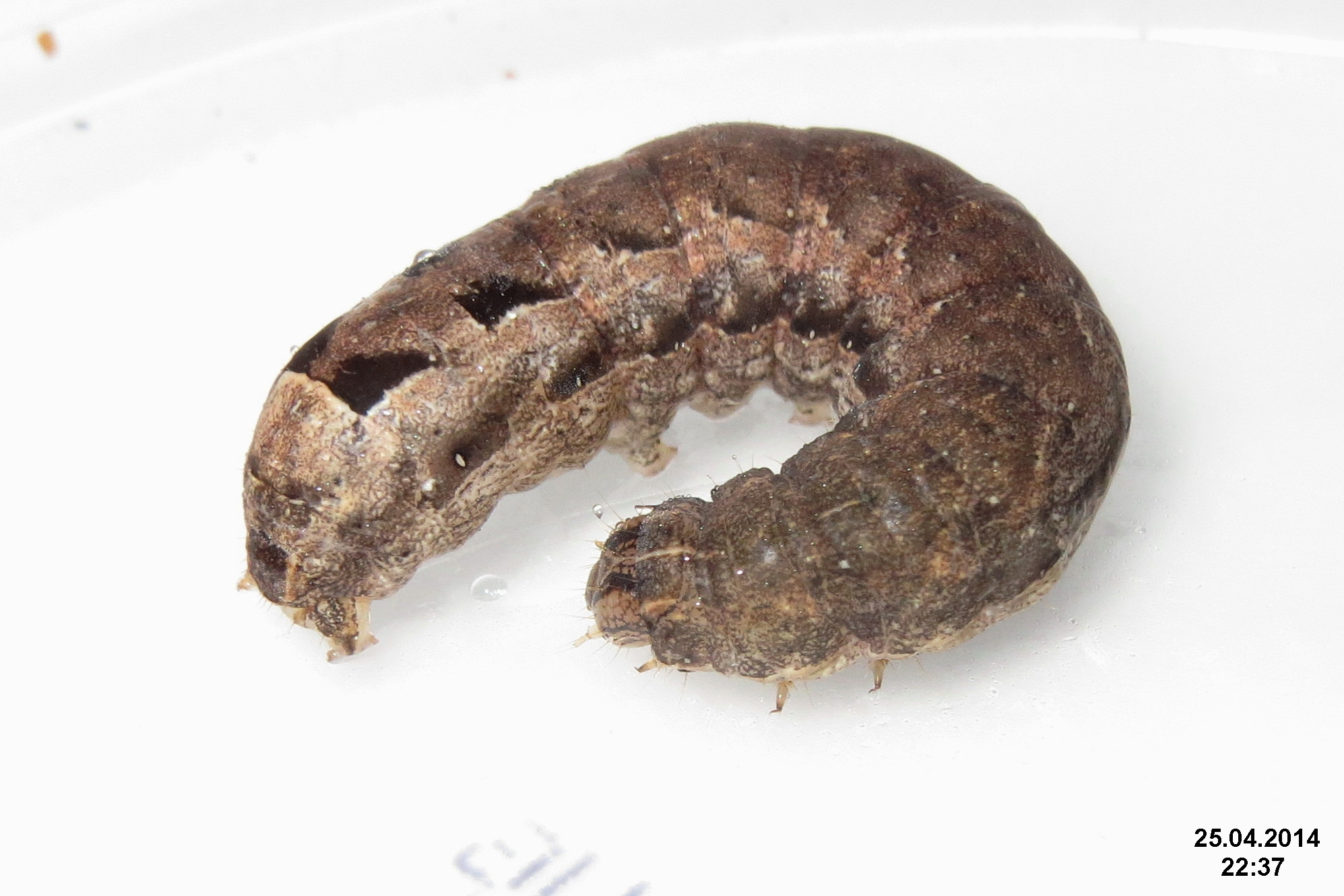
Chenille.
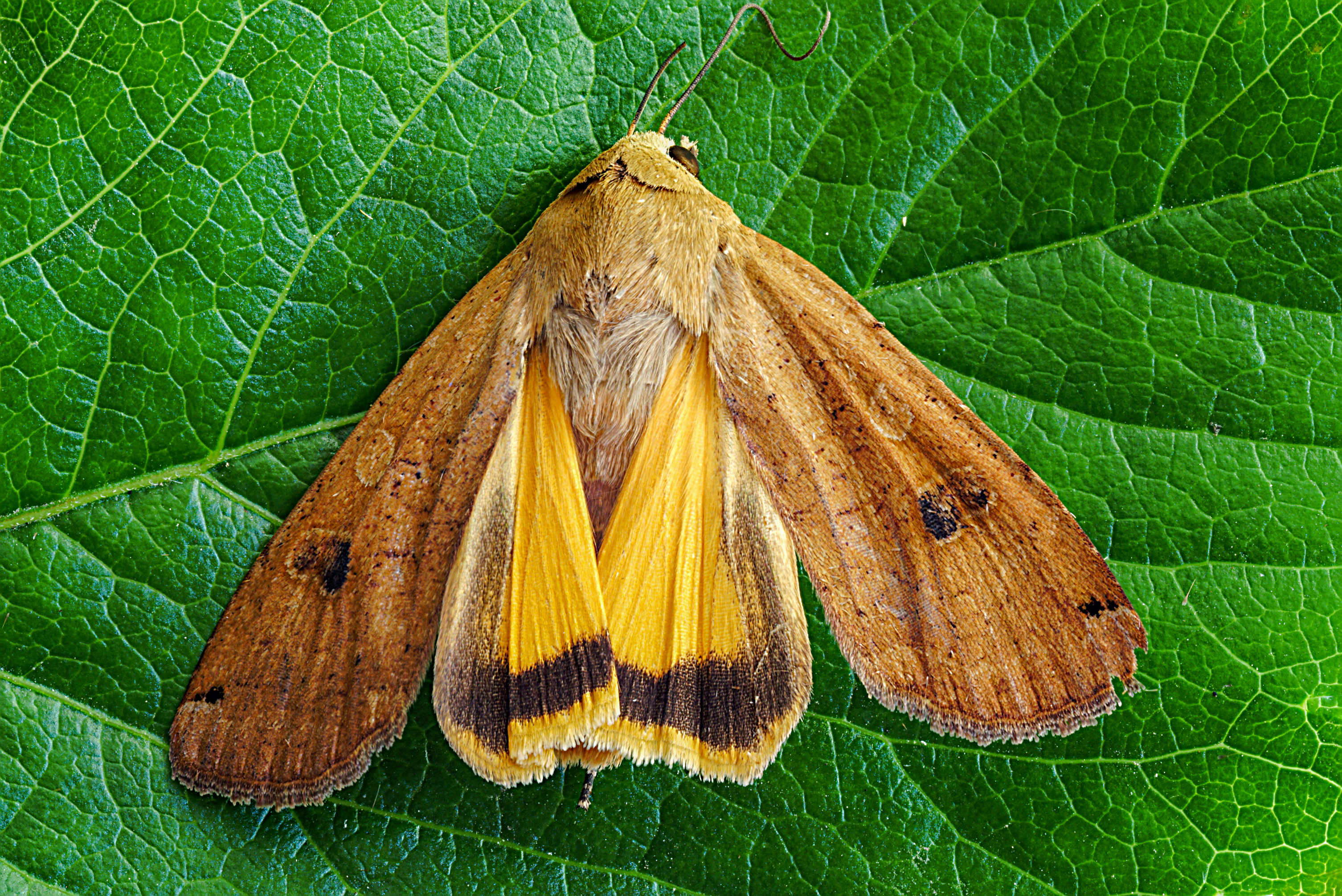
Imago.
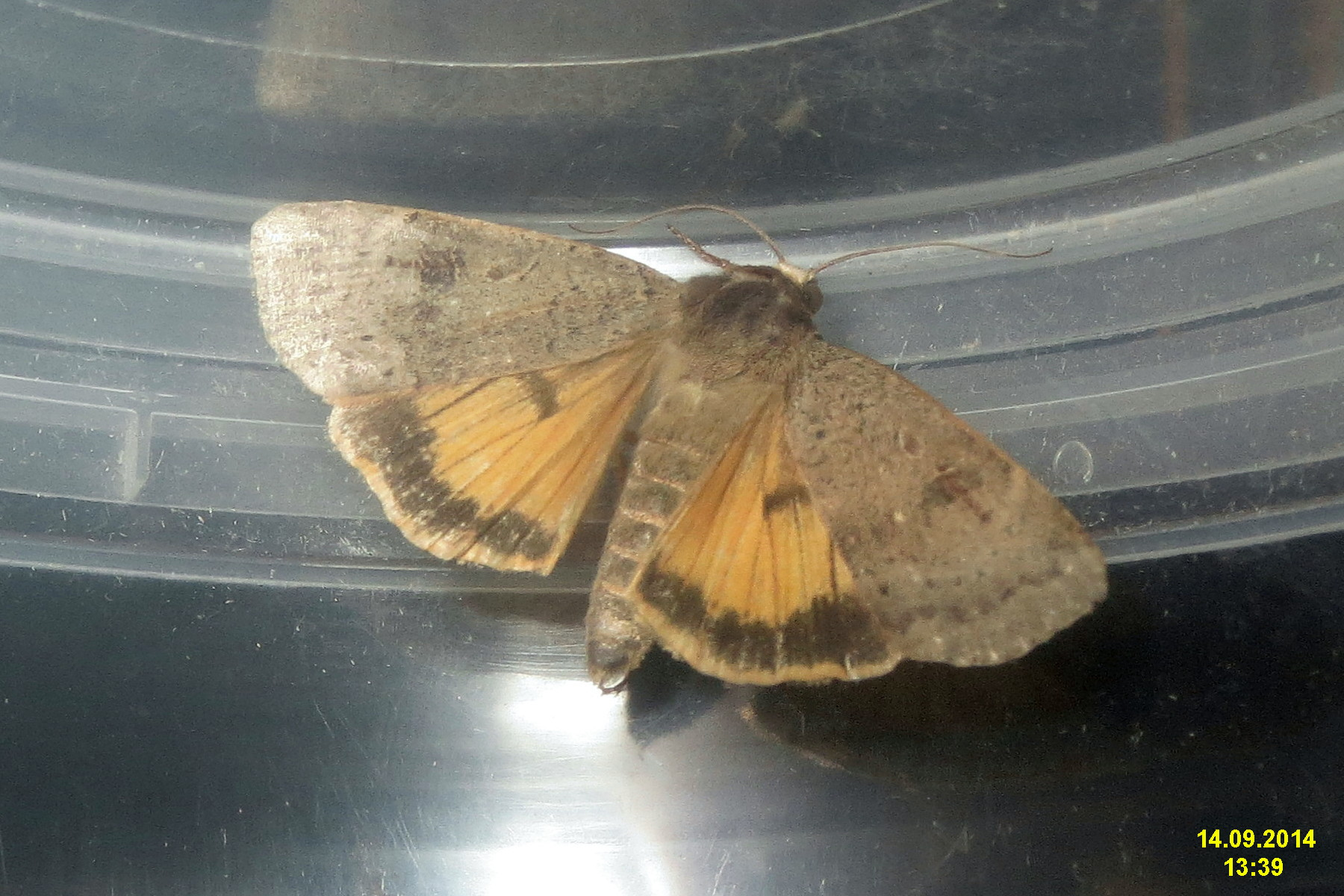
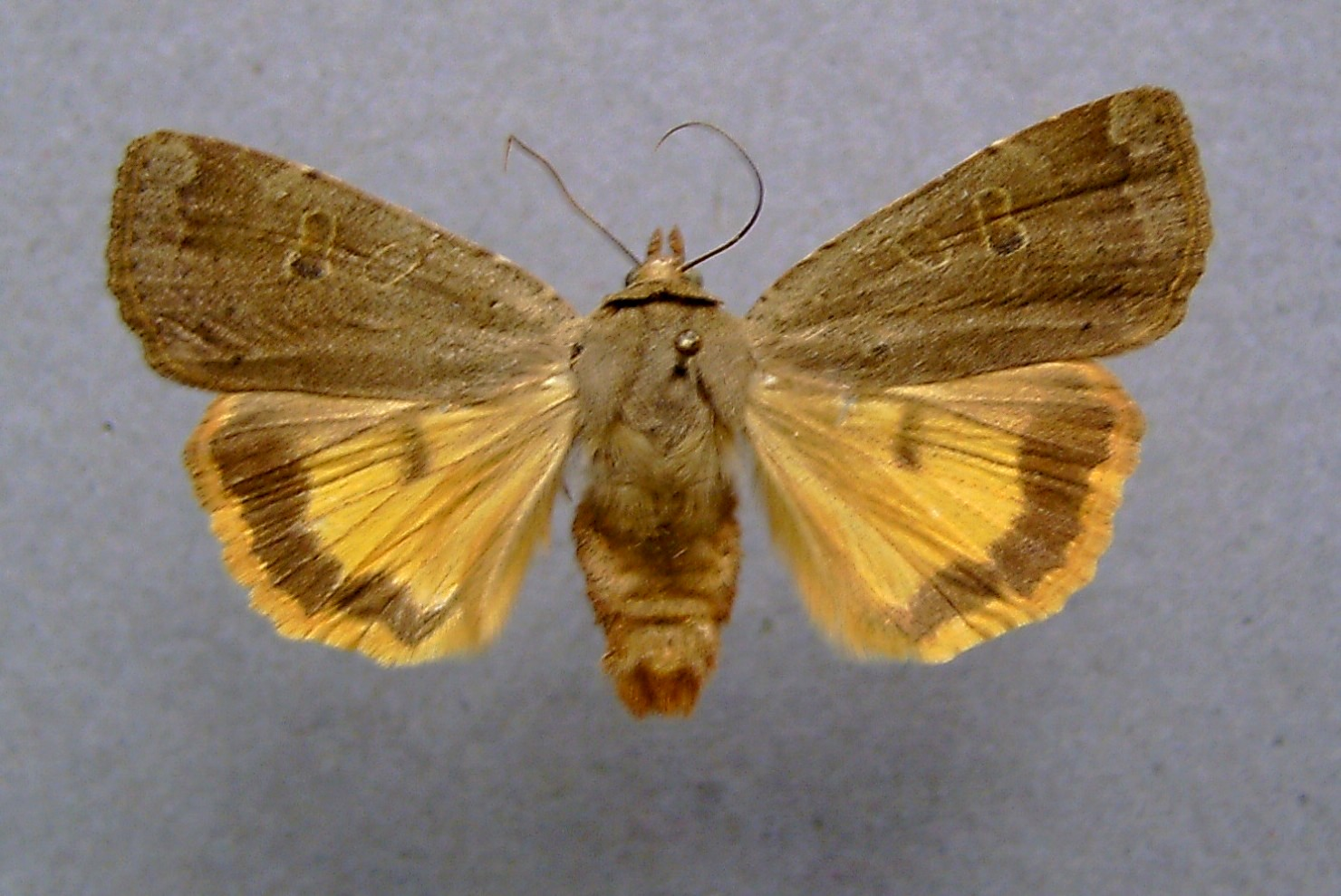

## Liste des sous-espèces
Selon Catalogue of Life (27 février 2018) :
- sous-espèce Noctua comes robusta Turati, 1924

## Importance économique des espèces
En Suisse, cette espèce de noctuelle est d'importance économique car elle peut s'attaquer à la vigne. C'est une espèce sédentaire, physiologiquement adaptée aux rigueurs des hivers d'Europe septentrionale et centrale. Actuellement, Noctua comes et Phlogophora meticulosa sont les espèces les plus nuisibles dans les vignobles suisses. Une modification des conditions climatiques ou des méthodes culturales pourrait influencer le niveau des populations.